# Michel Langevin
Michel Langevin (ur. 30 maja 1963) – założyciel i perkusista kanadyjskiego zespołu metalowego Voivod. Gra w zespole od czasu jego założenia czyli od roku 1982. Uznaje się go za twórcę postapokaliptycznej postaci VoiVoda, bohatera science-fiction, którego życie jest tematem dużej części utworów zespołu.
Langevin jest także twórcą grafiki do płyt macierzystego zespołu. Stworzył także okładkę solowego projektu Davea Grohla – Probot w nagraniu, w którym uczestniczył wokalista Voivod – Denis "Snake" Belanger.
Obecnie gra na perkusji w zespole Tau Cross razem z gitarzystami Andym Leftonem i Jonem Misery z zespołu War Plague oraz basistą i wokalistą Robem Millerem z zespołu Amebix.

## Dyskografia
- War and Pain 1984 (Metal Blade Records)
- Rrröööaaarrr 1986 (Noise Records)
- Killing Technology 1987 (Noise Records)
- Dimension Hatröss 1988 (Noise Records)
- Nothingface 1989 (Mechanic / MCA Records)
- Angel Rat 1991 (Mechanic / MCA Records)
- The Outer Limits 1993 (Mechanic / MCA Records)
- Negatron 1995 (Hypnotic Records)
- Phobos 1998 (Slipdisc Hypnotic Records)
- Kronik (EP) 1998 (Slipdisc Hypnotic Records)
- Voivod Lives (live) 2000 (Metal Blade Records)
- Voivod 4 marca 2003 (Chophouse Records / Surfdog Records)
- Katorz 25 lipca 2006 (The End)
- Infini 23 czerwca 2009 (Relapse Records / Sonic Unyon)

## Filmografia
- Black Metal: The Music of Satan (2011, film dokumentalny, reżyseria: Bill Zebub)